# Oset nastroszony
Oset nastroszony (Carduus acanthoides L.) – gatunek rośliny wieloletniej należący do rodziny astrowatych.

## Rozmieszczenie geograficzne
Gatunek o pochodzeniu północno-śródziemnomorskim. Jako gatunek zawleczony rozprzestrzenił się po świecie i obecnie występuje w całej Europie, Ameryce Północnej (USA i Kanada), Azji, Nowej Zelandii i w niektórych regionach Ameryki Południowej i Afryki. W Polsce pojawił się już w epoce żelaza i ma status archeofita. Jest dość częsty, szczególnie w południowej i środkowej części kraju.

## Morfologia
ŁodygaWzniesiona, prosta, sztywna, o wysokości do 100, a czasami nawet do 150 cm. Jest przerywano-kolczasto oskrzydlona.
LiścieMają podługowaty lub podługowatolancetowaty zarys, są pierzastodzielne lub pierzastosieczne, silnie kłujące, na brzegach posiadające duże, jasne kolce. Górna powierzchnia naga lub słabo owłosiona, dolna silniej, zwłaszcza na nerwach. Nigdy nie są kutnerowate.
KwiatyZebrane w dość duże jajowate i wzniesione koszyczki, wyrastające na krótkich szypułkach pojedynczo lub po kilka blisko siebie. Szypułki koszyczków są oskrzydlone. Listki okrywy o szerokości do 2,5 mm, zwężające się od nasady i odstające na boki, kłujące. Dno koszyczka ze szczeciniastymi plewinkami. Wszystkie obupłciowe, kwiaty rurkowate, purpurowoczerwone. Korona 5-dzielna.
OwocDrobno kropkowane niełupki długości 2,5–3,5 mm z puchem kielichowym o długości 10–13 mm składającym się z pojedynczych, szczecinkowatych włosków zrośniętych w pierścień.

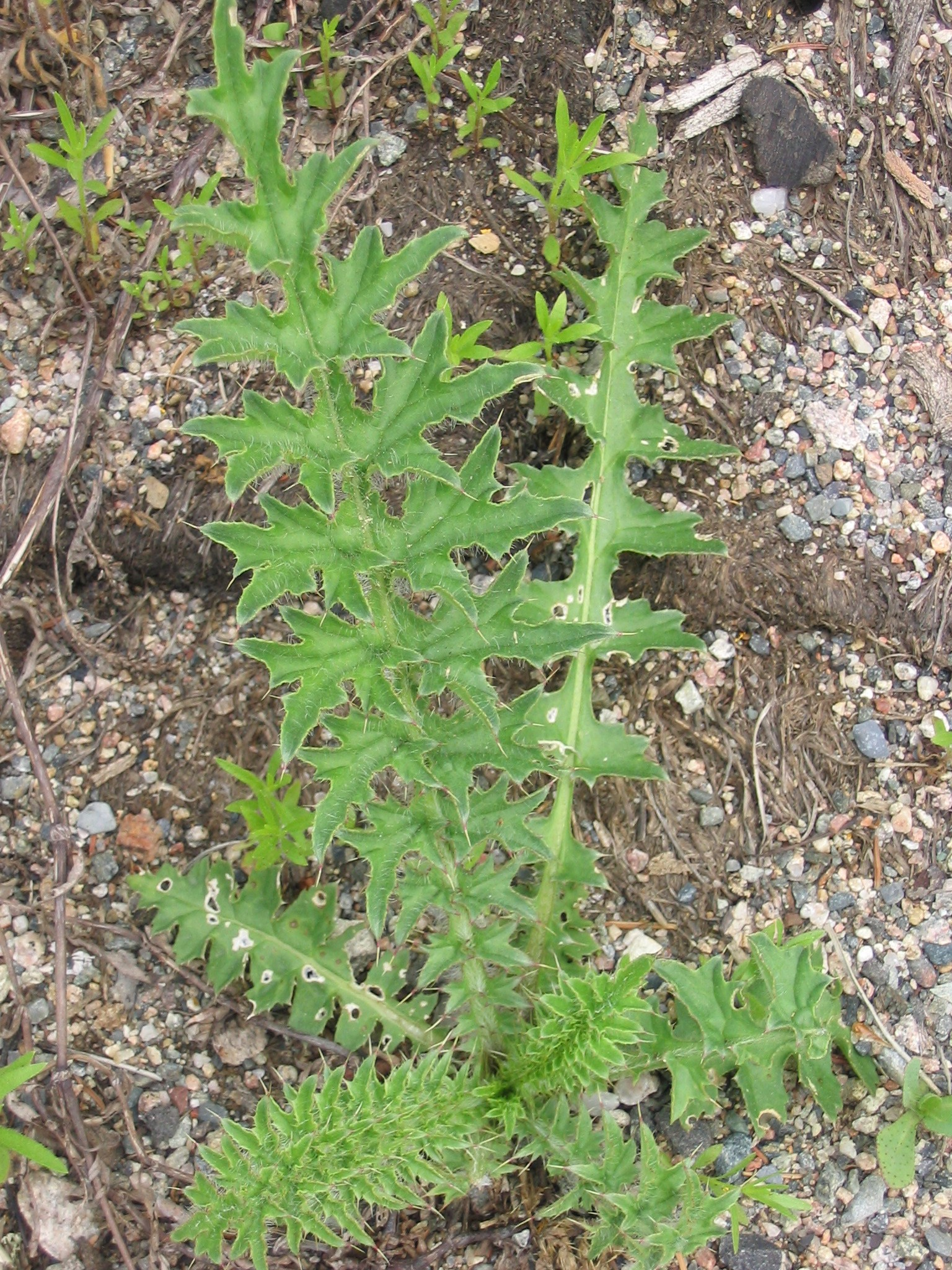
Pęd jednoroczny
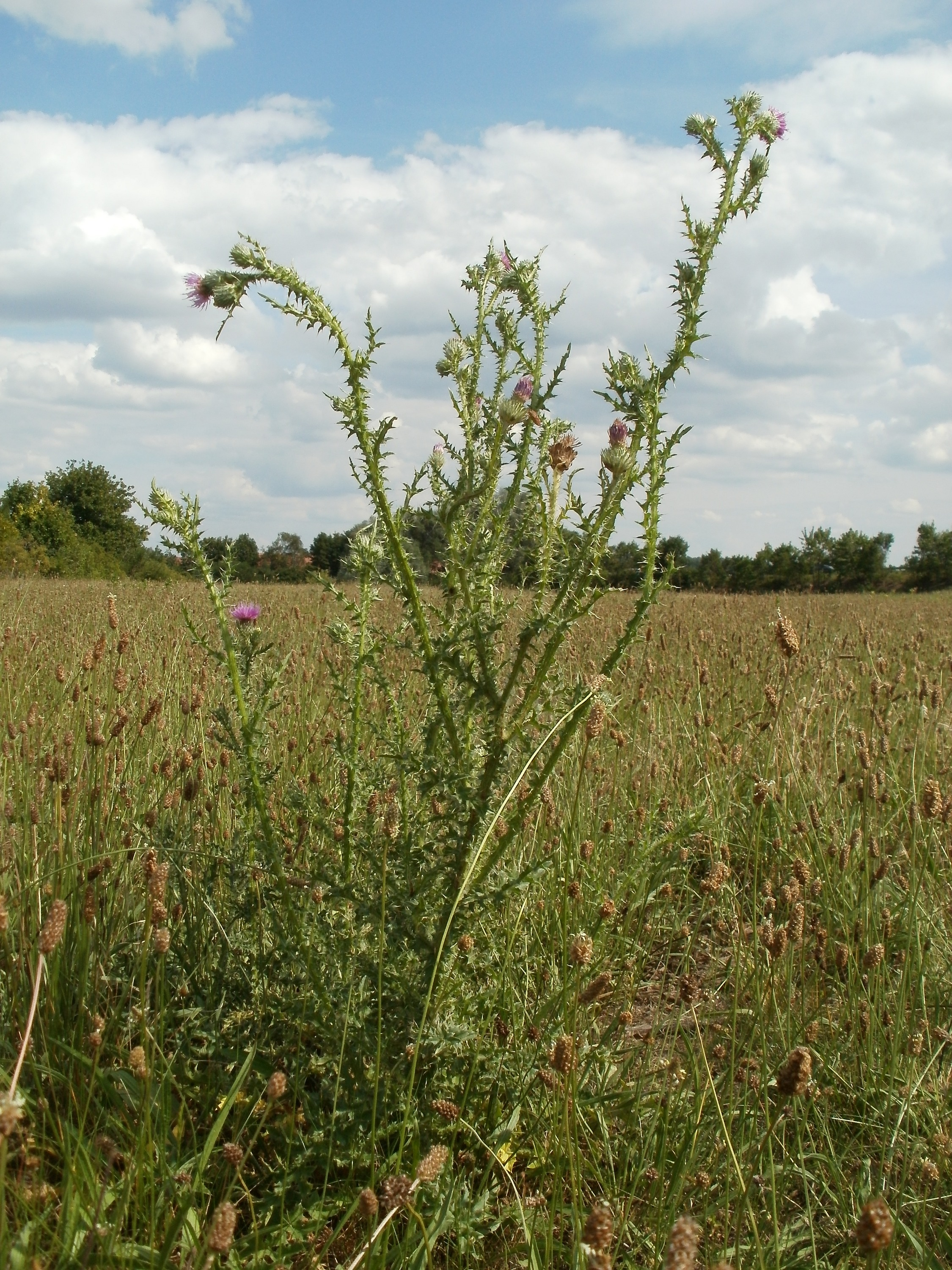
Pęd dwuletni
Koszyczek
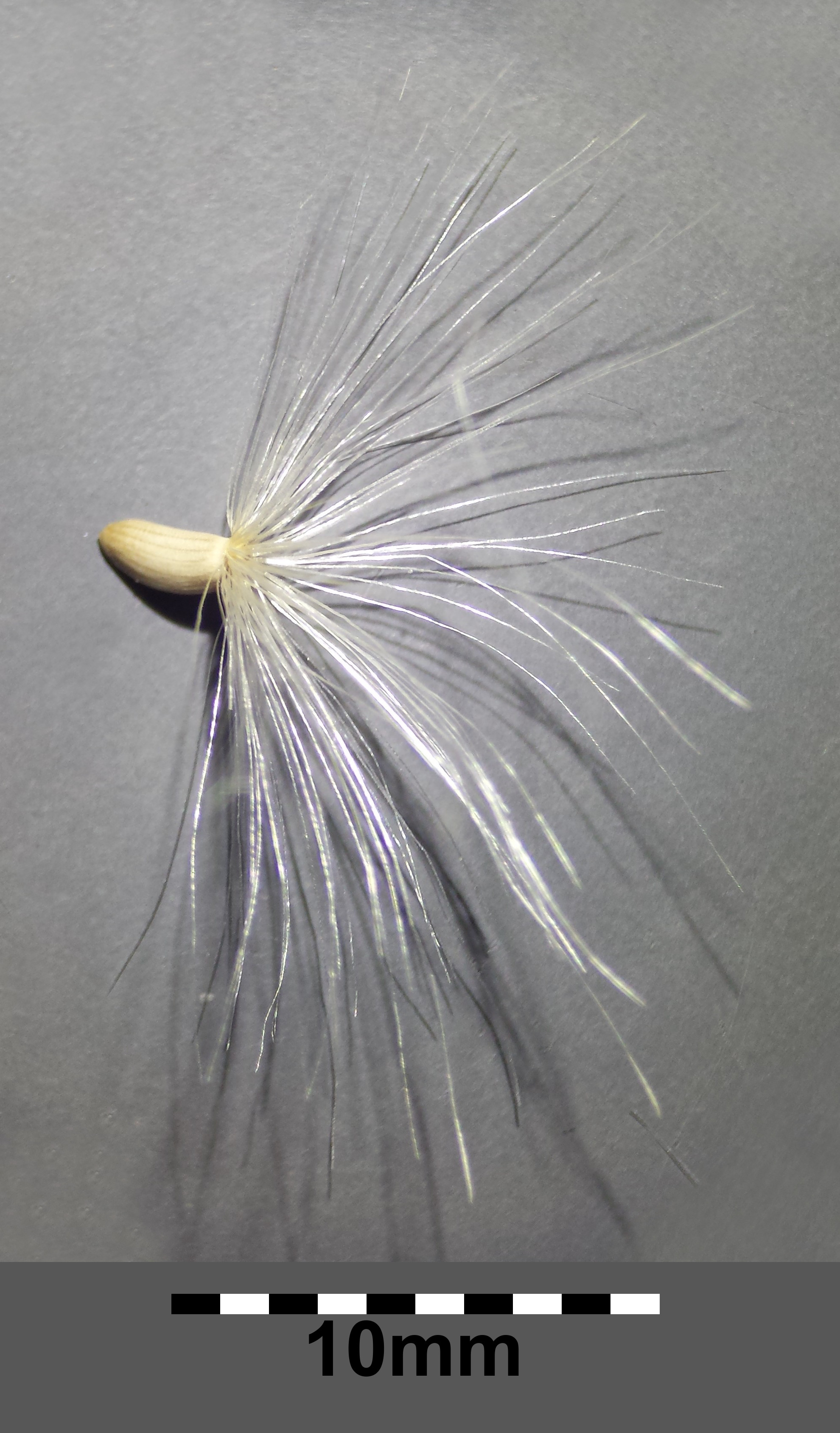
Owoc
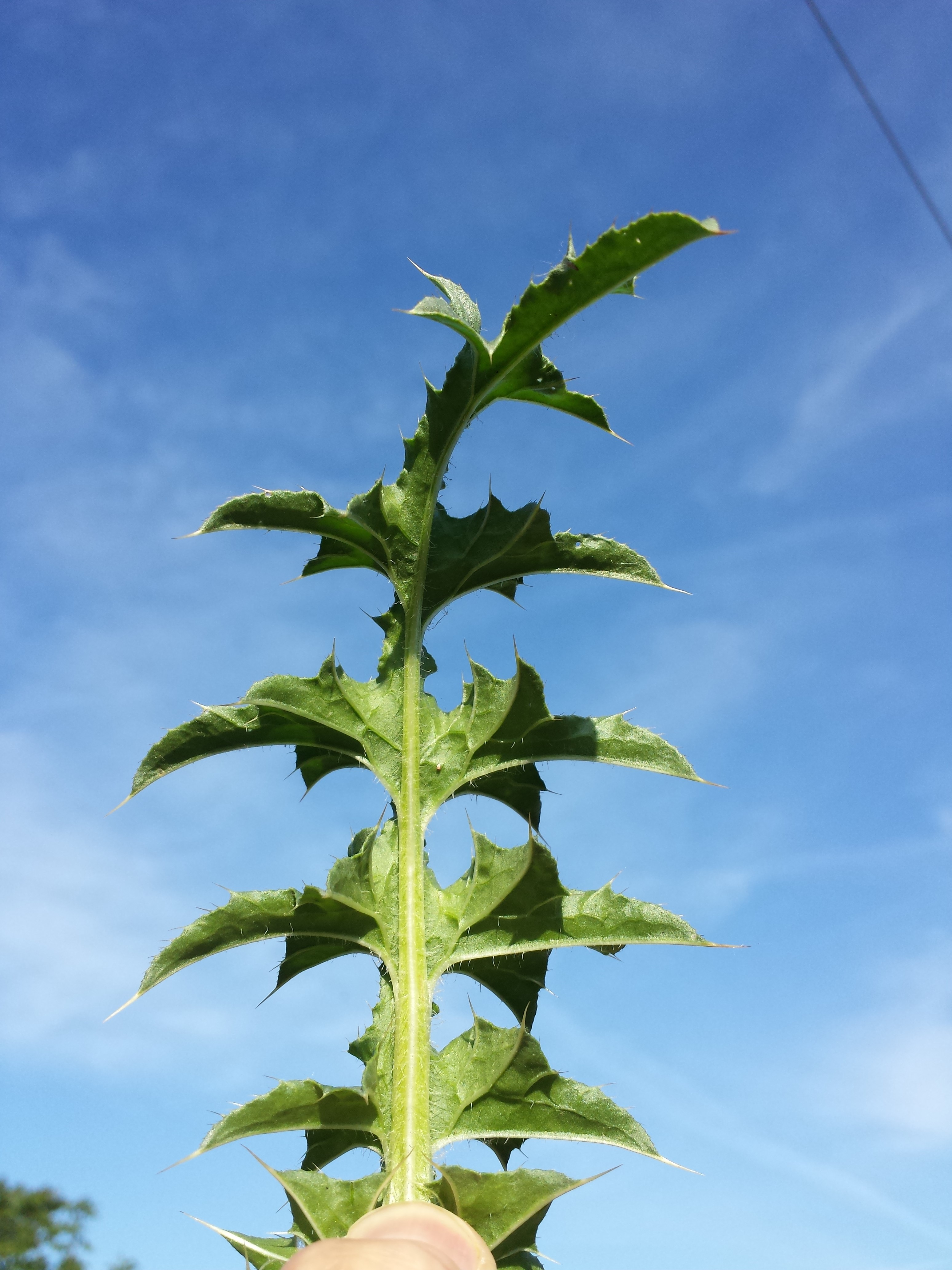
Liść

## Biologia i ekologia
RozwójRoślina dwuletnia, hemikryptofit. Kwitnie od lipca do września, kwiaty przedprątne i owadopylne. Owoce rozsiewane przez wiatr.
SiedliskoSiedliska ruderalne i segetalne: przydroża, ugory, gruzowiska, tereny kolejowe, obrzeża lasów i zarośli, pola uprawne i pastwiska. Roślina światłolubna i ciepłolubna. W klasyfikacji zbiorowisk roślinnych gatunek charakterystyczny dla Ass. Carduetum acanthoidis i gatunek wyróżniający dla Ass. Onopordetum acanthii.
Genetyka i zmiennośćLiczba chromosomów 2n = 22. Tworzy mieszańce z ostem kędzierzawym (C. x leptocephalus Peterm) i ostem zwisłym.
Oddziaływania międzygatunkoweNa ostach pasożytuje wiele gatunków grzybów. M.in. są to: Golovinomyces cichoracearum wywołujący mączniaka prawdziwego astrowatych, Puccinia calcitrapae wywołujące rdze, Microbotryum cardui, Ramularia cirsii, Ramularia cynarae emend, Nodulosphaeria cirsii.